# Pálpito
Pálpito es una serie de televisión web colombiana de drama y thriller creada por Leonardo Padrón. La serie tenía previsto su lanzamiento el 6 de abril de 2022. Sin embargo Netflix movió su estreno para el 20 de abril de 2022 sin razón alguna. La trama gira en torno a un hombre que busca vengarse de una red de tráfico de órganos que asesinó a su esposa, y que por circunstancia de la vida se cruza con la mujer que recibió el órgano de su esposa. Está protagonizada por Michel Brown y Ana Lucía Domínguez junto a Sebastián Martínez,
como protagonista antagónico. 
El 29 de abril de 2022 Netflix renovó la serie para una segunda temporada,  la cual fue estrenada el 19 de abril de 2023.

## Reparto

### Principales
- Michel Brown como Simón Duque[6]
- Ana Lucía Domínguez como Camila Duarte Volcán[6]
- Sebastián Martínez como Zacarías Cienfuegos[6]
- Margarita Muñoz como Valeria Duque[6]
- Juan Fernando Sánchez como Juan Carlos Sarmiento[6]
- Jacqueline Arenal como Greta Volcán[6]
- Laura Londoño como Lorena Williams (temporada 2)
- Ernesto Calzadilla como Willy Troconis (temporada 2)
- Mariaca Semprún como Nicky Guerra (temporada 2)
- Julián Arango como Fausto Benavides (temporada 2)
- Marcela Carvajal como Felicia Montalvo (temporada 2)

### Secundarios
- Mauricio Cújar como Braulio Cárdenas[6]
- Valeria Emiliani como Samantha Duque[6]
- Julián Cerati como Tomás[6]
- Silvia Varón como Karla
- Moisés Arizmendi como Mariachi
- Emilia Ceballos como Melisa
- Ramsés Ramos como Inspector Tacho Rentería
- Camilo Amores como Rojo[6]
- Juan Tarquino como Garabato[6]
- Andrés Mejía como Lucas Duque
- Mauro Donetti como Fabricio Duque
- Nina Rodríguez como Gaby
- Alejandro Otero como Tirso
- Christian Gómez como Dr. Carrasco
- Óscar Rodo como Doctor
- María José Rayo como Rápida
- Daniela Rayo como Furiosa

### Invitados
- Carlos Vives y La Provincia[6]

## Episodios

### Temporada 1 (2022)
| N.º en serie | N.º en temp. | Título                                | Fecha de lanzamiento original |
| ------------ | ------------ | ------------------------------------- | ----------------------------- |
| 1            | 1            | «La felicidad no es redonda»          | 20 de abril de 2022           |
| 2            | 2            | «Un huésped dentro de mi cuerpo»      | 20 de abril de 2022           |
| 3            | 3            | «La búsqueda»                         | 20 de abril de 2022           |
| 4            | 4            | «Ese corazón nunca debió ser tuyo»    | 20 de abril de 2022           |
| 5            | 5            | «La organización»                     | 20 de abril de 2022           |
| 6            | 6            | «Sin cabos sueltos»                   | 20 de abril de 2022           |
| 7            | 7            | «Un momento crucial»                  | 20 de abril de 2022           |
| 8            | 8            | «¿Mi esposo es un asesino?»           | 20 de abril de 2022           |
| 9            | 9            | «Estamos aquí para cambiarle la vida» | 20 de abril de 2022           |
| 10           | 10           | «La terrible verdad»                  | 20 de abril de 2022           |
| 11           | 11           | «El infiltrado»                       | 20 de abril de 2022           |
| 12           | 12           | «La cicatriz»                         | 20 de abril de 2022           |
| 13           | 13           | «La próxima víctima»                  | 20 de abril de 2022           |
| 14           | 14           | «La confesión»                        | 20 de abril de 2022           |

### Temporada 2 (2023)
| N.º en serie | N.º en temp. | Título                     | Fecha de lanzamiento original |
| ------------ | ------------ | -------------------------- | ----------------------------- |
| 15           | 1            | «El reencuentro»           | 2 de abril de 2023            |
| 16           | 2            | «Ponte en mis zapatos»     | 2 de abril de 2023            |
| 17           | 3            | «Bienvenidos al infierno»  | 2 de abril de 2023            |
| 18           | 4            | «Una solución desesperada» | 2 de abril de 2023            |
| 19           | 5            | «El caos»                  | 2 de abril de 2023            |
| 20           | 6            | «La última esperanza»      | 2 de abril de 2023            |
| 21           | 7            | «La terrible elección»     | 2 de abril de 2023            |
| 22           | 8            | «A contrarreloj»           | 2 de abril de 2023            |
| 23           | 9            | «Fuera de control»         | 2 de abril de 2023            |
| 24           | 10           | «Expiación»                | 2 de abril de 2023            |